# Antony Wattelier
Antony Eugène Wattelier (Paris, 15 de maio de 1880 - Fricourt, 31 de dezembro de 1914) foi um ciclista profissional da França.

## Participações no Tour de France
- Tour de France 1906 : 10º colocado na classificação geral